# Dysoptus denticulatus
Dysoptus denticulatus là một loài bướm đêm thuộc họ Arrhenophanidae. Nó là loài duy nhất được tìm thấy ở miền nam Brasil.
Chiều dài cánh trước khoảng 5 mm đối với con đực. Con trưởng thành bay vào tháng 2 (based on one record).